# Pcháč bělohlavý

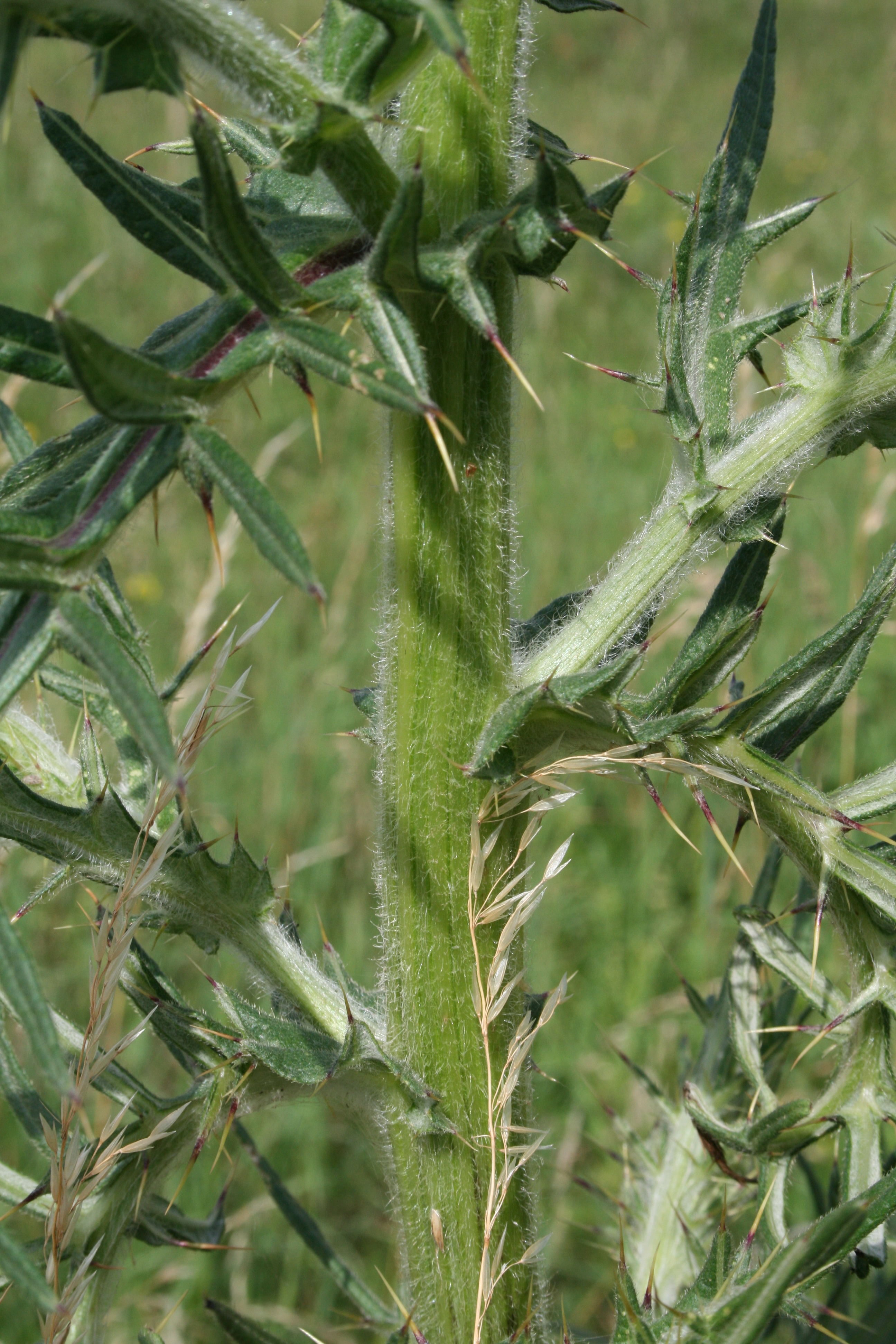
Lodyha s ostnitými listy

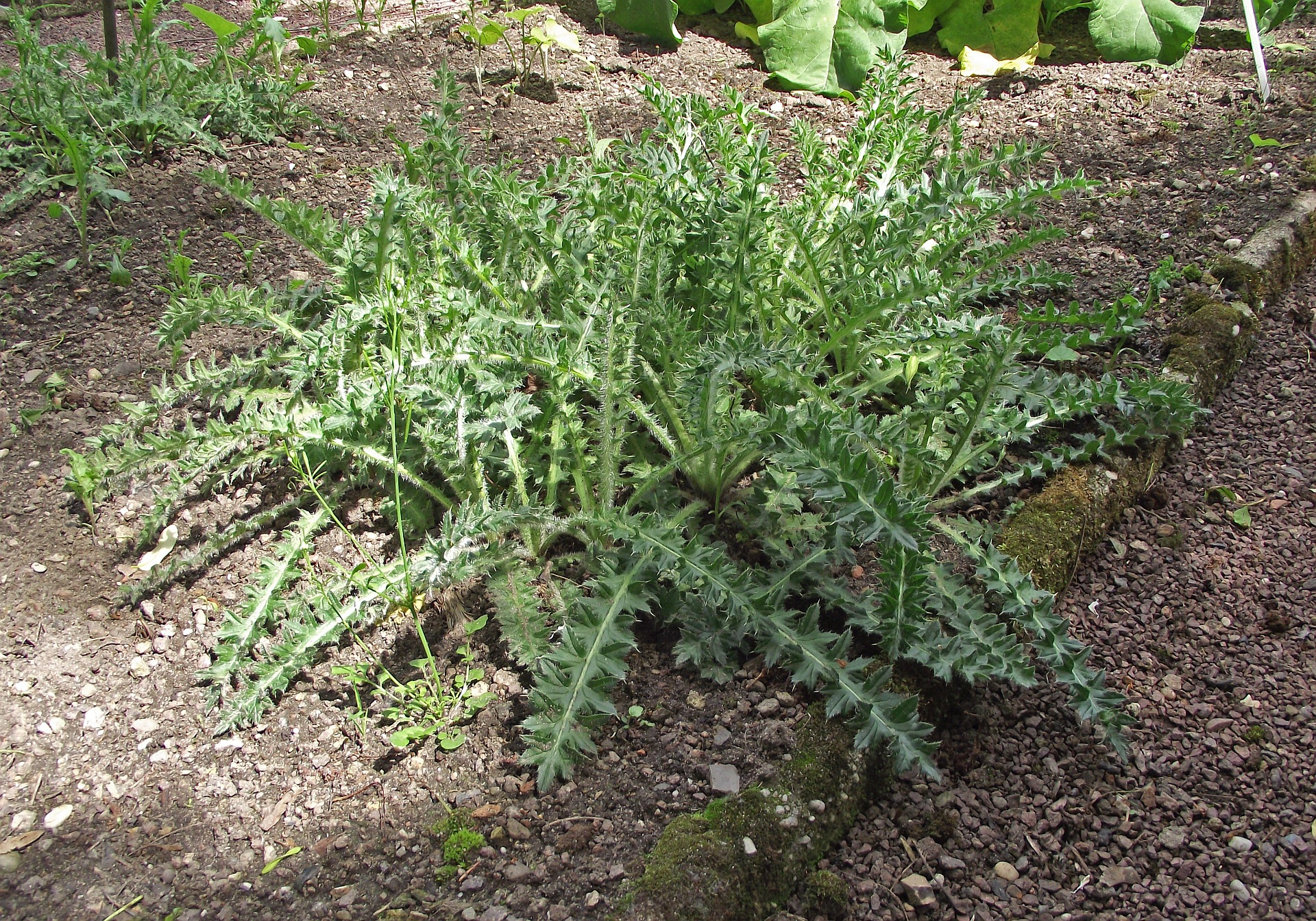
Ostnité listové růžice

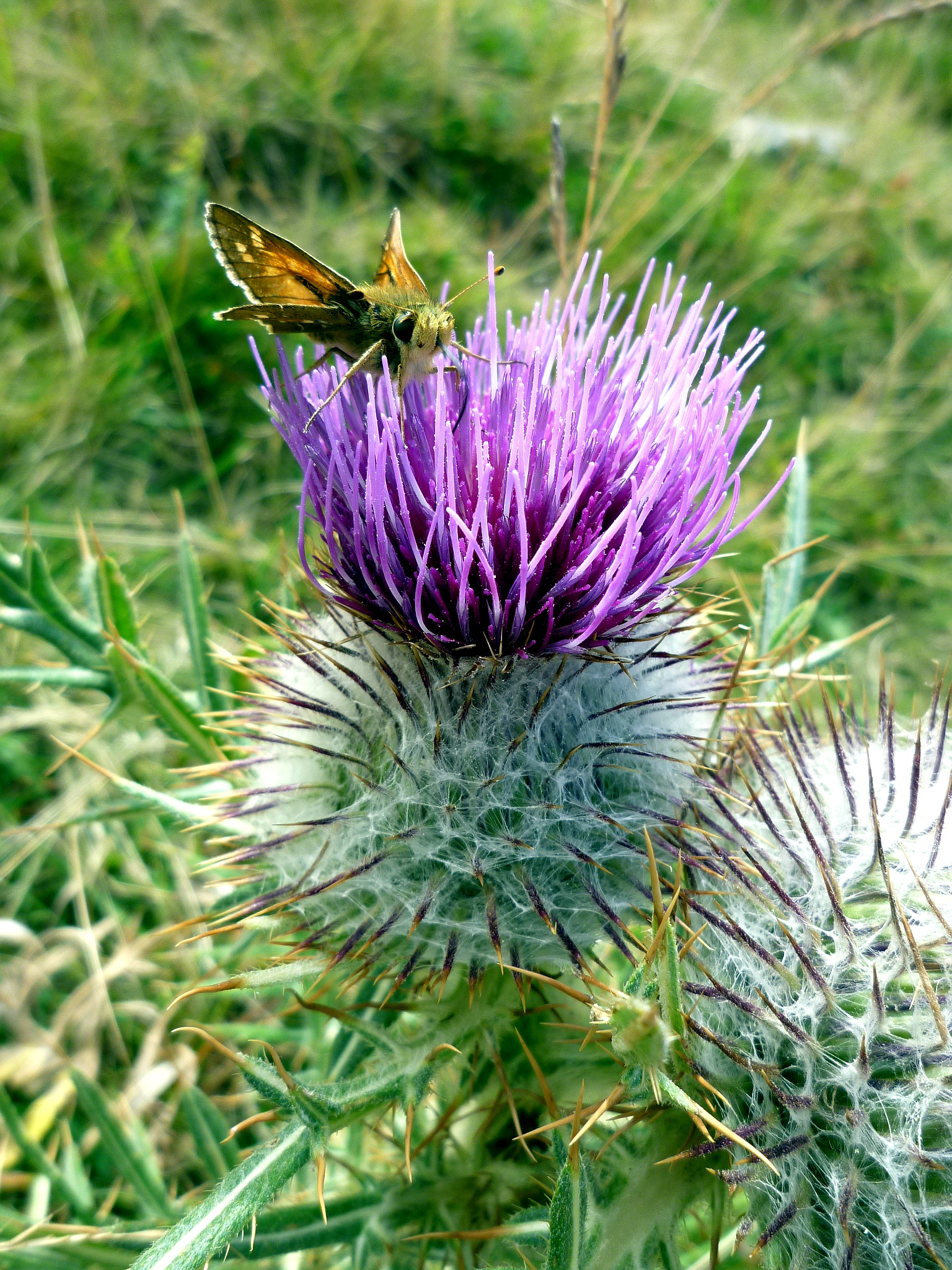
Rozkvetlé květy úboru

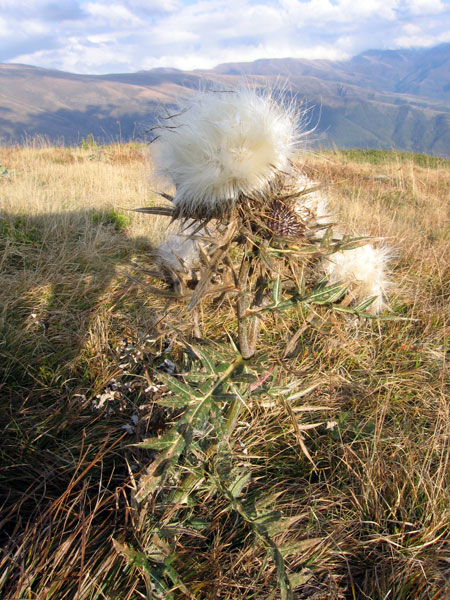
Zralé nažky s chmýrem

Pcháč bělohlavý (Cirsium eriophorum) je statná, dvouletá, monokarpická bylina vysoká 50 až 150 cm s přímou, ostnitou lodyhou a přízemní růžici listů. Její drobné nafialovělé květy jsou uspořádané v úborech, které vytvářejí volný chocholík. Je světlomilnou a suchomilnou rostlinou, která je v Česku sice původním druhem, ale její počty v přírodě postupně klesají a je proto považována za ohroženou.

## Rozšíření
Jedná se o rostlinu s téměř celoevropským původem, nevyskytuje se jen ve Skandinávii a východní Evropě. Severní hranice rozšíření prochází Dánskem a jižními břehy Baltského moře, východní je vedená po východním ohraničení Polska, Rumunska, Bulharska a Turecka, jižní po severních březích Středozemního moře a západní podél Atlantského oceánu. Pcháč bělohlavý je rozšířen hlavně v mírném pásu, ať již s oceánským nebo kontinentálním podnebím. Nejseverněji se vyskytuje na převážně jižně orientovaných svazích na severu Britských ostrovů.
V České republice roste ve dvou oblastech. Prvá je na Moravě v karpatském oreofytiku a mezofytiku, v Javorníkách, Radhošťských Beskydech a v Moravském krasu. Druhá oblast se rozkládá v Čechách, v českém termofytiku s přesahem do českomoravského mezofytika, kde se vyskytuje na území s výskytem křídových sedimentů, krasových vápenců a vulkanitů, roste hlavně v Polabí, Českém krasu, Českém středohoří, Doupovské pahorkatině a v Tepelské vrchovině. Vyskytuje se v rozmezí nadmořské výšky od 190 m n. m. (Kralupy nad Vltavou) po 1000 m (Staré Hamry).

## Ekologie
Pcháč bělohlavý je hemikryptofyt rostoucí nejčastěji na bazické hornině, především na slínovém, flyšovém nebo vápencovém substrátu, který může být i chudý na živiny. Obvykle se vyskytuje v půdě s pH od 6,7 do 8,1. Je bylinou upřednostňující pastviny, suché louky, slunečné stráně, staré úhory, světlé lesní paseky, kamenité stepi, travnaté i kamenité náspy cest a železničních tratí. Někdy vyrůstá také v nevysokých řídkých křovinách, kde nejsou jeho mladé rostliny ohrožené pastvou nebo kosením trávy. Většinou se na místech kosených nebo spásáných nevyskytuje, i když pro vznik nových semenáčů je zapotřebí občas rozrušit zapojený trávník, aby měly semena kde zapadnout do půdy. Ve střední Evropě je klasifikován jako indikátor relativně suchých, zásaditých půd, středně bohatých na dusík. Rostlina obvykle začíná kvést v červenci a semena dozrávají do konce září, nato celá bylina uhyne.
Pokud rostlina roste ve výživné zahradní půdě, bez blízce sousedících rostlin, trvá pcháči bělohlavému obvykle dva roky, než dokončí svůj životní cyklus. V prvém roce vyroste drobná listová růžice, která přetrvá zimní období pod krytem z odumřelé vegetace a počátkem druhého roku se růžice rozroste a s nástupem léta vypustí květonosnou lodyhu s několika květními úbory, které vykvetou a začátkem podzimu vítr odvane zralá semena a rostlina uhyne. Jedinec rostoucí v přírodě na nepříliš výživné půdě, případně s menším zastíněním, však často za rok nezíská dostatek živin a druhým rokem nevypustí lodyhu s květy. V tomto případě potřebuje k dokončení životního cyklu alespoň tříleté, ne-li delší období. Počet chromozomů 2n = 34, stupeň ploidie x = 2.

## Popis
Silně ostnitá bylina s tlustým vřetenovitým kořenem s četnými postranními kořeny. Lodyha je tlustá, pevná a podélně rýhovaná, bývá dlouhá 50 a při kvetení až 150 cm, po celé délce je listnatá a vlnatě chlupatá, v horní polovině bývá zpravidla větvená a neostnitá.
Přizemní listy s řapíky uspořádané v růžici, jsou dlouhé 45 až 70 cm a široké 10 až 20 cm. Lodyžní listy vyrůstají střídavě, nejspodnější jsou řapíkaté, vyšší ouškatě přisedlé a směrem vzhůru se postupně zmenšují. Peřenoklané až peřenosečné listy jsou na lícní straně zelené, drsně štětinaté a na rubové běloplstnaté se silně sklerenchymatizovanou žilnatinou. Tuhé ztlustlé listy mají postranní úkrojky hluboce rozeklané ve dva podvinuté kopinaté úkrojky druhého řádu, které jsou zakončené tuhým šídlovitým ostnem dlouhým až 10 mm.
Úbory o průměru 5 až 7 cm, vyrůstající jednotlivě v řídkém chocholíků, mají dva až tři ostnité kopinaté listeny. Zákrov bývá kulovitý nebo mírně zploštělý, odstálé ostnitý a pavučinatě bíle vlnatý. Vnější zákrovní listeny jsou ven zakřivené, prostřední jsou na konci rozšířené v hnědý kosočtverečný přívěsek. Všechny květy vyrůstající z plochého lůžka jsou stejně velké, většinou oboupohlavné, méně častěji jsou některé jen samičí. Koruna květů bývá nachové nebo červenofialové barvy, je trubkovitá pěticípá a dlouhá až 30 mm. V květu je pět tyčinek nesoucí prašníky s přívěskem, pestík s jednopouzdrým semeníkem a přímá čnělka zakončená dvěma bliznami. Kalich je redukovaný, u zralých plodů je přeměněn ve špinavě bílý chmýr dlouhý 2 až 3 cm. Květy jsou opylovány létajícím hmyzem s dlouhým sosákem, nejčastěji motýly a čmeláky.
Plody jsou asi 5 mm dlouhé, hnědé nažky s víceřadým, paprsčitým chmýrem, který velice snadno od nažky odpadá. Zralá semena se za suchého počasí z úboru samovolně uvolňují a následně bývají rozfoukávána větrem nebo roznášena vodou, většinou se však větrem daleko nedostávají, většina semen přistává ve vzdálenosti několika metrů od mateřské rostliny. Nažky jsou většinou dobře klíčivé, část jich ale může být zničena larvami hmyzu žijící paraziticky v úborech. Průměrná hmotnost tisíce semen, nažek bez chmýrů, je asi 100 mg.

## Význam
Bylina se občas pěstuje v zahradách jako okrasná rostlina, někdy se usušená používá do suchých vazeb. Přestože jsou listy ostnité, bývají v mládí pro dosud měkké ostny spásány, hlavně ovcemi a kozami. Mladé listy požírají i plži.

## Ohrožení
Pcháč bělohlavý je v „Červeném seznamu ohrožených druhů cévnatých rostlin České republiky“ zařazen mezi ohrožené druhy (C3). Je takto klasifikován především díky úbytku stanovišť s jeho výskytem, ke kterému dochází následkem změny zemědělského hospodaření a také přeměnou luk a pastvin na intenzivně využívaná pole.